# 예방 (고려)
예방(藝方)은 10세기 인물로, 고려 초의 술사(術師)이다. 태조 13년(930년) 후백제 견훤과 쟁패하고 있을 때, 왕에게 천안 왕자산(王字山)의 산세가 "삼국의 중심이요, 오룡쟁주지세(五龍爭珠之勢)의 요지이니 이곳에 대관(大官)을 배치하면 백제가 스스로 항복해 오리라"고 상주(上秦)하여 곧 왕자성을 쌓고 10만 군사를 주둔시키며 도독부(都督府)를 두게 하였다고 한다.